# De koppige kluizenaar
De koppige kluizenaar is een kort stripverhaal uit de reeks van Suske en Wiske. Het werd geschreven door een Peter Van Gucht en getekend door Walter Van Gasse en Bruno De Roover. Het verscheen voor het eerst als mini-uitgave voor Dash in maart 2004.
Het is het eerste scenario dat Peter van Gught schreef als nieuwe medewerker van Studio Vandersteen. Het korte verhaal kreeg eerst als werktitel Het geheim van Oosterweel en heeft als onderwerp de ondergespoten polderdorpen aan de Antwerpse haven.

## Locaties
Dit verhaal speelt zich af op de volgende locaties:
- België, Antwerpse haven, klein café aan de haven, S&S (Stinch & Stincky, chemische raffinaderij), huis van tante Sidonia, redactie plaatselijke krant, gemeentehuis,

## Personages
In dit verhaal spelen de volgende personages mee:
- Suske, Wiske, tante Sidonia, Lambik, Jerom, ingenieur Harry Bankenaar, barman, Frans, politieagent, medewerkers plaatselijke krant, Gerard Picket, Lucie

## Het verhaal
Suske en Wiske schuilen voor de regen in het kleine café aan de haven en horen dat er geheimzinnige dingen gebeuren bij een nabijgelegen raffinaderij. Ook horen ze dat er twintig jaar geleden ook al iemand verdween toen het bedrijf gesloten werd. Wiske wil nu langs het terrein en ze gaan op onderzoek uit. Ze zien een man met een zaklamp. Als ze thuiskomen is tante Sidonia boos, maar Lambik wil op onderzoek uit. Hij blijkt de verdwenen ingenieur te kennen. De volgende dag gaat Lambik met de kinderen naar S&S en ze ontmoeten een politieagent. Er is niets bekend over de verdwijning en de vrienden besluiten naar de plaatselijke krant te gaan om uit te vinden wat er twintig jaar geleden gebeurd is. Vakbondsleider Gerard Picket verdween toen, hij was portier bij S&S. Lambik herinnert zich dat er destijds dorpen werden ondergespoten om plaats te maken voor de haven. Gerard woonde in zo'n dorp, namelijk Oosterweel. Als de medewerker van de krant heel stellig is dat ze geen fout hebben gemaakt, gaat Lambik naar het gemeentehuis. Het blijkt dat Gerard nooit zijn adres heeft gewijzigd, alhoewel Oosterweel destijds al verdwenen was.
De vrienden gaan terug naar S&S en Wiske stoot haar knie aan een windhaan. De vrienden onderzoeken dan de portiersloge bij S&S, maar treffen niemand aan en gaan naar huis. 's Nachts haalt Wiske met veel moeite Suske over om terug te gaan. Lambik bestudeerd samen met Jerom oude kaarten en ontdekt dat het huis van Gerad precies op de plek van de portiersloge lag. Ze maken tante Sidonia wakker waarna blijkt dat Suske en Wiske niet thuis zijn. Inmiddels heeft Gerard de kinderen ontdekt en hij neemt ze mee naar zijn onderaardse huis waar hij woont met zijn vrouw Lucie. Hij wilde zijn huis uit 1389 niet verlaten toen in 1963 het dorp met bagger werd overspoten. Hij stutte het en maakte een gang naar de oppervlakte. Tot zijn grote verbazing werd een fabriek op het dorp gebouwd en hij groef een gang naar het portiershokje waar hij werkzaam was. Suske en Wiske mogen niet meer vertrekken en komen in dezelfde kamer als Gerard. De kinderen verzetten zich en krijgen onverwacht hulp van Lucie, die het zat is. Doordat Gerard een steunbalk heeft geraakt met een kogel, breekt deze. De aarde bedekt de ingang, maar Jerom bevrijdt de mensen uit de onderaardse woning. 
Gerard wordt door de politie meegenomen en Lucie hoopt dat ze nu een ander huis krijgen. Ze vindt dat hij zich maar moet aanpassen aan de veranderende omstandigheden in het leven.